# Митхуна (месяц)
Митхуна́ (с санскр. मिथुना, IAST: mithunā, "любовное единение") — это солнечный месяц (третий из двенадцати) в древнеиндийском лунно-солнечном календаре, соответствует зодиакальному созвездию Близнецы и приходится примерно на вторую половину июня и первую половину июля в григорианском календаре.
В ведических текстах месяц Митхуна называется Шукра́ (санскр. शुक्रा, IAST: śukrā, букв. - "семя"), но в этих древних текстах он не имеет зодиакальных ассоциаций. Солнечный месяц Митхуна совпадает с лунным месяцем Ашадха в индийских лунно-солнечных календарях. Митхуна знаменует начало сезона муссонов на индийском субконтиненте, и ему предшествует солнечный месяц Вришабха, а после следует солнечный месяц Карката.
Месяц Митхуна называется Ани́ (там. அனி, IAST: aṉi) в тимильском календаре. Древние и средневековые санскритские тексты Индии различаются в своих расчетах относительно продолжительности месяца Митхуна, как и остальных месяцев. Например, "Сурья сиддханта", датированная ок. 400 годом, рассчитывает продолжительность месяца, как 31 день, 15 часов, 28 минут и 24 секунды. В то время как, в "Арья Сиддханте" вычисляется продолжительность месяца как 31 день, 14 часов, 34 минуты и 24 секунды. Индийские названия солнечных месяцев значимы в эпиграфических исследованиях Южной Азии. Например, месяц Митхуна, наряду с другими солнечными месяцами, найден вписанным в индийских храмах и памятниках империи Чола средневековой эпохи.
Митхуна также является астрологическим знаком зодиака в индийской астрологии и соответствует Близнецам.